# Vamsi Mootha
Vamsi Krishna Mootha (* 1970 oder 1971) ist ein indisch-amerikanischer Mediziner und  Molekularbiologe.

## Leben
Mootha studierte an der Stanford University mit dem Bachelor-Abschluss 1993 und wurde 1998 an der Harvard University Medical School in Medizin promoviert (M.D.). Danach absolvierte er bis 2001 eine Facharztausbildung in Innerer Medizin am Brigham and Women’s Hospital und war dann Post-Doktorand am Whitehead-Institut für biomedizinische Forschung und Broad Institute von MIT und Harvard. Ab 2004 war er an der Harvard University, wo er Mitglied des Broad Institutes ist und Professor für Medizin und Systembiologie an der Harvard Medical School mit seinem Labor am Massachusetts General Hospital (Abteilung Molekularbiologie und Center for Human Genetic Research). Außerdem ist er Forscher des Howard Hughes Medical Institute.
Mootha befasste sich insbesondere mit Mitochondrien. Mit einer innovativen Kombination aus Proteomik und Genexpressionsanalyse identifizierte er mit seiner Gruppe zahlreiche neue Mitochondrien-Proteine. Seine Forschung trug auch Früchte in der Erforschung von Stoffwechselerkrankungen, sowohl seltene Erbkrankheiten (wie Leigh Syndrome French Canadian variant) als auch zum Beispiel bei Typ 2 Diabetes. Er identifizierte auch den unidirektionellen Calcium-Transportkanal der Mitochondrien. Seine Methoden sind interdisziplinär und sie betreffen auch Entwicklungen in der Bioinformatik (Data Mining in Gendatenbanken).
2004 wurde er MacArthur Fellow.  Er erhielt den Judson Daland Prize der American Philosophical Society, die Keilin Medal der Biochemical Society, den Padma Shri Preis in Indien und er erhielt 2016 den König-Faisal-Preis sowie 2023 den Lurie Prize in Biomedical Sciences. Er ist seit 2014 Mitglied der National Academy of Sciences und seit 2021 der National Academy of Medicine der USA.